# Malacopteron albogulare
Malacopteron albogulare е вид птица от семейство Pellorneidae. Видът е почти застрашен от изчезване.

## Разпространение
Видът е разпространен в Бруней, Индонезия и Малайзия.